# Auisle
Auisle ou Ásl (vieux-norrois: Auðgísl) (mort en 867) était un roi viking ou peut être Celto-scandinave, actif en Irlande et dans le nord de la Grande-Bretagne pendant les décennies 850 et 860. Il fut co-roi de Dublin de 853 à 867.

## Biographie
Selon les Annales fragmentaires d'Irlande Auisle était un jeune frère des rois Amlaíb et Ímar. De leur côté Les Chroniques d'Irlande l’associent toujours avec Amlaíb et Ímar sans toutefois évoquer leur éventuelle parenté.
La première entrée le concernant indique qu’en 863 avec ses deux associés il conduit une armée pour piller les tombes préhistoriques de Brú na Bóinne. Les trois rois organisent ensuite une razzia contre le royaume de Mide sur lequel régnait alors Flann mac Conaing et Lorcán mac Cathal (862-864) ,
Auisle n’est plus mentionné jusqu’en 866, lorsqu’il se joint à Amlaíb dans une expédition dans le nord de la Grande-Bretagne pendant qu’Ímar semble avoir rejoint la Grand armée des Païens qui opère en Mercie, Est-Anglie et Northumbrie. Auisle et Amlaíb ravagent le royaume de Fortriú et l’ensemble du pays des Pictes ils capturent des otages et les emmènent avec eux.
En 867 Amlaíb revient seul en Irlande, car les Annalistes indiquent que « Auisle, un des trois rois des Païens a été tué par ses parents lors d’un parricide » . Les Annales fragmentaires expliquent qu’Auisle a été tué par Amlaíb lors d’une querelle relative à l’épouse de ce dernier. Cette dernière était selon Alfred P. Smyth, la fille du roi des Pictes Cináed mac Ailpin.

## Postérité
Le seul descendant identifié d’Auisle  est un fils anonyme  « mac Auisli »  tué selon les Annales d'Ulster en 883 par le fils d’Iergne et de la fille de Mael Sechnaill  . Le Chronicon Scotorum  précise que son meurtrier se nommait Otir (scandinave: Ottár), fils de  Járnkné et de Muirgel une fille de Mael Seachnaill Ier mac Mael Ruanaid qui organisèrent le meurtre pour des motifs non précisés,

## Sources
- (en) Cet article est partiellement ou en totalité issu de l’article de Wikipédia en anglais intitulé « Auisle » (voir la liste des auteurs), édition du 25 janvier 2009.